# Stadtbefestigung (Rom)
Die Stadtbefestigung der Stadt Rom besteht seit der römischen Königszeit.

## Antike

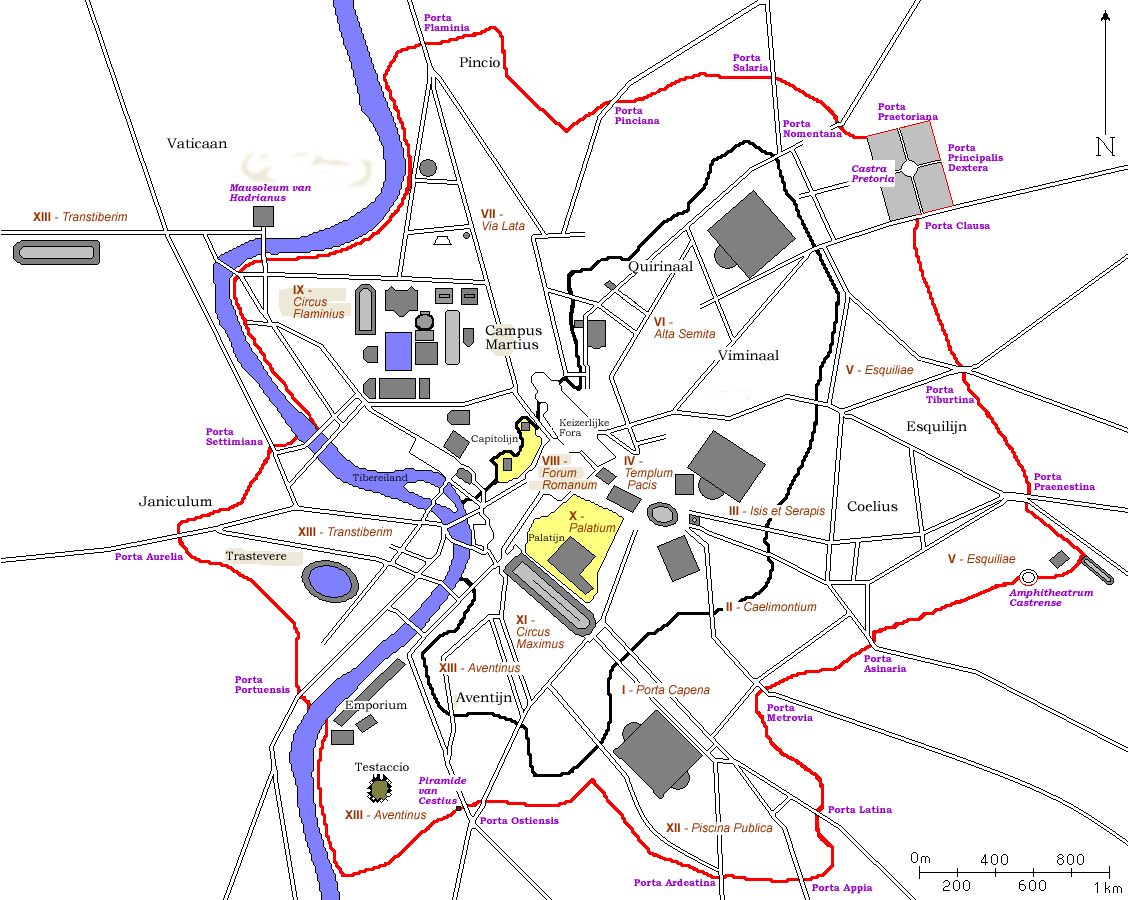
Servianische (schwarz) und Aurelianische Mauer (rot)

Der erste als Roma quadrata bezeichnete Siedlungskern hatte nur an exponierten Stellen Stadtmauern und andere Befestigungen. Die um 500 v. Chr. errichtete Servianische Mauer war Roms erste umfassende Stadtbefestigung, die nach dem Kelteneinfall des Jahres 390 v. Chr. erneuert und verstärkt wurde. Die weitere Entwicklung bewog Kaiser Aurelian 270 zum Bau einer neuen Stadtmauer, der Aurelianischen Mauer, die noch heute fast vollständig erhalten ist. Flavius Honorius integrierte die Engelsburg Anfang des 5. Jahrhunderts in das Verteidigungssystem der Stadt, verstärkte die Mauern weiter und baute deren Tore zu kleinen Festungsanlagen aus.

## Mittelalter
Die Sarazenenangriffe des 9. Jahrhunderts bewogen Papst Leo IV., den damals außerhalb der Stadt gelegenen Vatikan mit der alten konstantinischen Petersbasilika durch eine neue Mauer zu schützen, die Leoninische Mauer. Von der Engelsburg ausgehend umfasste sie den Vatikan und schloss südöstlich desselben am Tiber ab. Unter Nikolaus III. erfolgte der Bau des Passetto di Borgo, der die Burg mit dem Vatikan verbindet.

## Neuzeit
Der Sacco di Roma führte zu einer Verstärkung und einem teilweisen Neubau der Leoninischen Mauer, wobei sich deren nördlicher Verlauf änderte und den Stadtteil Borgo mit einschloss. Der Passetto befand sich danach innerhalb der Mauern. Unter Urban VIII. errichtete man eine weitere Mauer entlang des Gianicolo, womit weitere Siedlungen rechts des Tiber in das Verteidigungssystem der Stadt eingebunden wurden und deren westliche Flanke jenseits des Flusses besser gesichert wurde. Die Mauern waren im Risorgimento Schauplatz von Kämpfen, von denen die an der Porta Pia 1870 zum Ende des Kirchenstaates führten.

## Festungsgürtel
Zwischen 1877 und 1891 entstanden rund um die Stadt Rom 15 Festungswerke zur Verteidigung gegen eventuelle französische Angriffe. Die Anlagen verloren wegen der Weiterentwicklung der Artillerie und der städtebaulichen Entwicklung Roms bald ihre ursprüngliche Aufgabe. Ab 1919 wurden sie nur noch als Kasernen oder Materiallager genutzt. Die Anlagen sind zwei bis drei Kilometer voneinander entfernt und liegen in einem Abstand von vier bis fünf Kilometern von der Aurelianischen Mauer.
Die nachstehende Liste beginnt beim westlich der Stadtmitte gelegenen Forte Aurelio und setzt sich im Uhrzeigersinn fort.
| Name              | Bauzeit | Hektar | Lage                                      | Derzeitige Nutzung                                 |
| ----------------- | ------- | ------ | ----------------------------------------- | -------------------------------------------------- |
| Forte Aurelio     | 1877–81 | 5,7    | ⊙, an der Via Aurelia Antica              | Kaserne der Guardia di Finanza                     |
| Forte Boccea      | 1877–81 | 7,3    | ⊙, an der Via di Boccea                   | Ehemaliges Militärgefängnis                        |
| Forte Braschi     | 1877–81 | 8,2    | ⊙, Via della Pineta Sacchetti             | Sitz des italienischen Auslandsnachrichtendienstes |
| Forte Monte Mario | 1877–82 | 8,4    | ⊙, auf dem Monte Mario                    | Militär                                            |
| Forte Trionfale   | 1882–88 | 21,0   | ⊙, an der gleichnamigen Römerstraße       | Militär, Cyberkommando                             |
| Forte Antenne     | 1882–91 | 2,5    | ⊙, in der Villa Ada (Antemnae)            | Stadt Rom, Militär                                 |
| Forte Pietralata  | 1881–85 | 25,4   | ⊙, am Aniene                              | Kaserne der Granatieri di Sardegna                 |
| Forte Tiburtino   | 1880–84 | 23,8   | ⊙, an der Via Tiburtina                   | Militär                                            |
| Forte Prenestino  | 1880–84 | 13,4   | ⊙, an der Via Prenestina                  | Alternatives Kulturzentrum                         |
| Forte Casilino    | 1881–82 | 3,8    | ⊙, am Flugplatz Centocelle                | Militär, anderweitige Nutzung geplant              |
| Forte Appio       | 1877–80 | 16,5   | ⊙, an der Via Appia Antica                | Militär                                            |
| Forte Ardeatino   | 1879–82 | 11,2   | ⊙, an der Via Ardeatina                   | Park, Festungswerk nicht zugänglich                |
| Forte Ostiense    | 1882–84 | 8,8    | ⊙, an der Via Ostiensis                   | Dienststelle der Polizia di Stato                  |
| Forte Portuense   | 1877–81 | 5,2    | ⊙, an der Via Portuense                   | Kulturverein Forte Portuense                       |
| Forte Bravetta    | 1877–83 | 10,6   | ⊙, zwischen Via Portuense und Via Aurelia | Gedenkstätte an die Opfer des Nazifaschismus       |